# Expressão de género
Expressão de género baseia-se em como alguém se expressa, veste ou apresenta através do tipicamente masculino ou feminino. Pode vir pelo meio de vestuário, acessórios, estilos de cabelo, formas de falar, linguagem corporal, e outros aspectos de escolha na aparência. A classificação dada à expressão de género poderá mudar mediante o contexto histórico ou cultural. Estas classificações possuem como base os estereótipos e papéis de género. 
Algumas pessoas possuem a mesma forma de expressão de género durante a vida toda, enquanto outras podem mudar a alterar ao longo do tempo ou com base nas circunstâncias.
A expressão de género normalmente coincide com o típico para a identidade de género da pessoa, mas nem sempre é o caso. A expressão de género é separada e independente, tanto da orientação sexual, como da identidade de género, das características sexuais e do sexo atribuído ao nascer, ou seja, qualquer pessoa pode possuir qualquer expressão de género.

## Definições
A expressão de género que possuí traços típicos dos homens e meninos é classificada como expressão de género masculina. A expressão de género que contém características típicas das mulheres e meninas é classificada como expressão de género feminina. Uma expressão de género que inclua traços típicos dos homens e meninos, e traços típicos das mulheres e meninas, é classificada como andrógina. Um tipo de expressão que não é percebida como feminina, masculina ou andrógina pode ser descrita como neutra ou indiferenciada.
Quando uma expressão de género é atípica para o género de uma pessoa, ou pelo género percebido por outras pessoas, esta pode ser descrita como de não-conformante de género. Ao homens ou meninos possuirem uma expressão de género atípica do seu género, estes são frequentemente descritos como efeminados. Em mulheres ou meninas, a expressão de género atípica do seu género é muitas vezes classificada como tomboy.

## Expressão de género e orientação sexual
Mulheres e meninas são frequentemente interpretadas de maneira como mais masculinas caso sejam lésbicas, e homens e meninos como mais femininos caso sejam gays, independentemente de sua expressão de género. Estas crenças podem levar pessoas a interpretarem de maneira errada uma expressão de género com base na orientação sexual de alguém. 
Estudos com adolescentes conduzidos por Stacey Horn apresentaram que indivíduos que são lésbicas ou gays e que possuem uma expressão de género atípica de seu género foram menos aceites. Assim como, indivíduos que possuíam uma expressão típica de seu género enfrentaram menos assédio e discriminação social. Por outro lado, homens heterossexuais cuja expressão de género era atípica foram os mais discriminados.

### Preconceito com base na expressão de género
Mesmo que a expressão de género não se relaciona à orientação sexual, homens e rapazes com uma expressão de género atípica são frequentemente interpretados como gays, independentemente da sua verdadeira orientação sexual; e mulheres e meninas com uma expressão de género atípica do seu género são várias vezes percebidas como lésbicas, também independentemente de sua verdadeira orientação sexual.